# Паљор
Паљор или Палеор (грч. Φούφας, Фуфас) је насељено место у општини Еордеја у периферији Западна Македонија, Грчка. Према попису из 2021. године било је 444 становника.
Према бугарском географу и историчару, Василу Канчову, у Паљору је 1900. године живело 600 Словена хришћана и 180 Турака. Године 1924. турско становништво је принудно исељено у Турску а на њихово место је насељен исти број грчких избеглица из Турске. На попису из 1940. године Паљор је имао 1.225 становника.